# 청주 신전동 고가
청주 신전동 고가(淸州 薪田洞 古家)는 충청북도 청주시 흥덕구 신전동에 있는 일제강점기의 건축물이다. 1985년 12월 28일 충청북도의 유형문화재 제145호로 지정되었다.

## 개요
1926년에 지은 집으로 안채의 천장부재에 건축공사와 참여자의 이름 등을 기록한 상량문이 적혀있다. ㅡ자형의 안채와 사랑채, 행랑채가 ㄷ자형으로 배치되어 있다. 안채는 길게 다듬은 돌을 3단으로 쌓은 받침대 위에 둥근 주춧돌을 놓고 네모 기둥을 세웠다.
건물이 세워진 연대는 오래되지 않았지만, 안채·사랑채·행랑채가 모두 갖추어져 전통 주거건축의 모습을 잘 나타내고 있다.

## 참고 자료
- 청주 신전동 고가 - 국가유산청 국가유산포털